# Кобольд

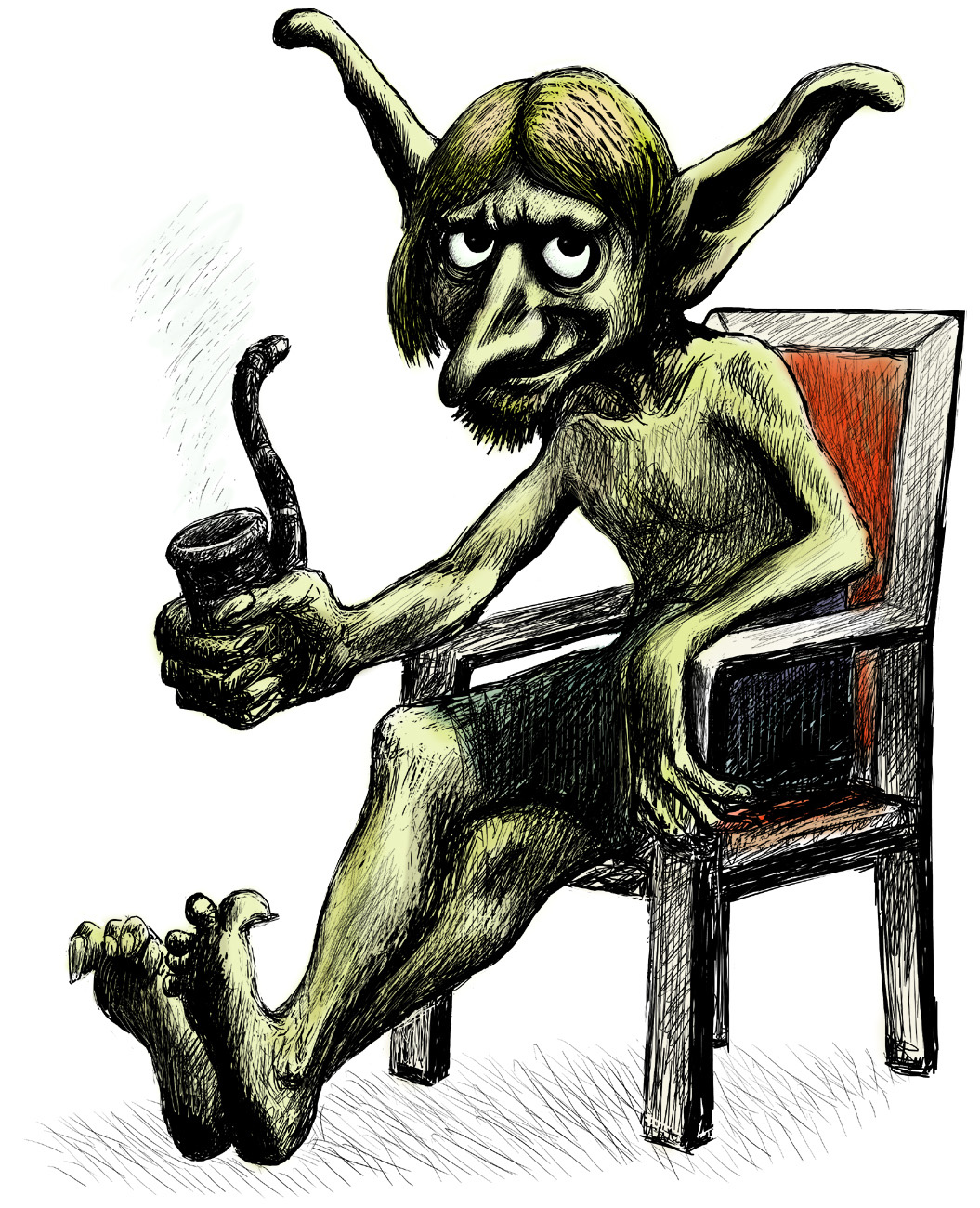
Кобольд

Кобольд (нім. Kobold) — добродушний домовик в міфології Північної Європи, який проте у відповідь на нехтування міг влаштувати в будинку хаос і безлад. У німецькій міфології Кобольд — особливий вид ельфів або альвів.
Кобольдами називаються переважно духи домашнього вогнища, котрі приблизно відповідні слов'янським домовикам; іноді цю ж назву застосовуєть і до гірських духів. Кобольдам приписують жарти над людьми, вони постійно вовтузяться і шумлять. Описуються вони у вигляді карликів, зазвичай потворних; їхній колір походить від вогню у вогнищі — яскраво-червоний. Назва кобольд означає «хазяїн приміщення» (Kobe, звідки Kofen — приміщення, кімната, хатина); таким чином, кобольди тотожні англосаксонським cofgodas (домашні божки).
Рудокопи також називали «кобольдами» духів, що населяють шахти. Вважалося, що підземні кобольди приносять нещастя, можуть викликати псування руди і появи в ній домішок (назва хімічного елемента кобальту походить від слова «кобольд»).
Моряки Північного і Балтійського морів вірили в морський різновид кобольдів, що живуть на кораблях — клабаутерманів.
У сучасній популярній культурі кобольди найчастіше зображуються у вигляді підземного жителя з сірою шкірою. Часто мають копита, ноги, схожі на козлячі, але без шерсті, з витягнутим обличчям. Зустрічаються особини, що володіють маленькими ріжками та іклами. Часто є ворогами гномів, хоч нерідко кобольди і гноми тотожні. Іноді кобольдам приписують боязнь сонця.
Кобольди згадуються в романі Віктора Гюго «Знедолені», також кобольд на ім'я Гінцельман згадується в романі Ніла Ґеймана «Американські боги», де постає кровожерливою істотою, що оберігає все селище чи місто, якому щороку на початку зими підносили в жертву дитину. Так само за версією книги кобольд був божеством, яке виходило в результаті вбивства дитини, що ніколи не бачила світла і харчувалась лише доброю їжею.